# Luc et Leïla
Pour plus de détails, voir Fiche technique et Distribution.
Luc et Leïla est un court métrage français réalisé et écrit par Leah Marciano et sorti en 2013.
Le court-métrage figure dans la sélection du Short Film Corner au Festival de Cannes 2014.

## Synopsis
Luc rencontre Leïla lors d'une séance photo. Quelques mois plus tard, ils se retrouvent à un mariage, lui en tant que témoin du marié et elle en qualité de photographe. A priori pas d'entrave à une idylle naissante, mais c'est sans compter sur le grain de sel des invités : il est juif et elle est musulmane.
Entre révélations, rébellions et situations cocasses, la soirée s'annonce intense en rebondissements !

## Fiche technique
Source IMDb
- Titre : Luc et Leïla
- Réalisation : Leah Marciano
- Scénario : Leah Marciano
- Musique : Jonathan Marois
- Montage : Vincent Trichet
- Directeur de la photographie : Xavier Sylvestre-Bru
- Ingénieur du son : Alexandre Ornaghi
- Etalonneur : Luca Casavola
- Société de Production : WelkinLights
- Pays d'origine :  France
- Tournage : Paris
- Durée : 20 minutes
- Genre : Court métrage de comédie et romance
- Format : Couleur - 2,35:1
- Date de sortie : 
  - France : octobre 2013

## Distribution
Source IMDb
- Arnaud Laurent : Luc
- Arnaud Cordier: Samuel
- David Gozlan : Benjamin
- Nathalie Touati : Laura
- Matt Oliver Row : Enzo
- Anita Gillier : Mme Abécassis
- Nathalie Charade : Mme Abitbol
- Catherine Houel : Mme Azoulay
- Josée Cordier : Mme Benhamou
- Xavier Bonastre : Serge Krief
- Michel Molinier : Mr. Azoulay
- Jeremy Peax : Le DJ
- Yani Lotta : Hassan